# 今沢慈海
今沢 慈海（いまざわ じかい、1882年3月24日 - 1968年12月31日）は、明治－昭和期の僧侶・図書館学者。幼名は市次郎。別号は天瑞・南岳。愛媛県西条町（現在の西条市）出身。

## 略歴
熱心な仏教徒だった母の意向で、西条市にある臨済宗の名刹保国寺の養子となり、同寺を継ぐべく育てられる。西条中学校（現 愛媛県立西条高等学校）卒業後、第五高等学校を経て、1907年に東京帝国大学哲学科倫理学科を卒業。1908年7月同大学大学院修了。
1913年東京市立日比谷図書館の職員となり、1914年には31歳で館長に抜擢され、日本図書館協会副会長に就任する。また、1921年から20年にわたって図書館員教習所講師を務めた。この間、日本図書館協会会長を務め、1923年には同協会専務理事となる。1929年以後は東京市における市立図書館の総責任者となった。
1934年、成田山新勝寺貫主荒木照定の懇願を受けて、成田中学校校長に就任。1940年に校長職を辞し、1948年から成田山教育・文化・福祉財団理事長兼成田図書館館長を務めた。
首都東京の図書館長として公共図書館の普及に尽力するとともに、図書館学や仏教研究にもあたり、『梵文典』や『図書館経営の理論及実際』などの著書を著している。

## 著作リスト
- 『図書館経営の理論及実際』（叢文閣、1926年）
- 『不動尊の霊験』（不動全集刊行会、1941年）
- 『了翁禅師小伝』（日本図書館協会、1964年）

### 編書
- 『児童読物 大正10年5月迄』（三省堂、1921年）
- 『若水 - 東皐句集』（荒木照定、成田山文化財団、1954年）
- 『梵文典 - 表解詳説』（成田山新勝寺、1958年）
- 『成田図書館周甲記録』（成田図書館、1961年）

### 共著
- 『児童図書館の研究』（竹貫直人との共著、博文館、1918年）

### 訳書
- 『図書館建築』（シー・ハッドレイ著、1928年）

### 共訳
- 『小図書館管理法』（ミニー・クラーク・バドロング著、神絢一との共訳、間宮商店、1926年）

## 追悼集
- 『今沢慈海先生追悼録』（成田山教育文化福祉財団、1969年）